# ریملا
ریملا (به ایتالیایی: Rimella) یک کومونه در ایتالیا است که در استان ورسلی واقع شده‌است.

## خصوصیات
ریملا ۲۹٫۰ کیلومترمربع مساحت و ۱۲۹ نفر جمعیت دارد.